# توماس ويتفيلد ديفيدسون
توماس ويتفيلد ديفيدسون (بالإنجليزية: Thomas Whitfield Davidson)‏ هو محامي وقاضي وسياسي أمريكي، ولد في 23 سبتمبر 1876 في مقاطعة هاريسون في الولايات المتحدة، وتوفي في 25 يناير 1974 في تكساس في الولايات المتحدة. حزبياً، نشط في الحزب الديمقراطي. وقد انتخب عضو مجلس ولاية تكساس.